# 华沙学派 (观念史)
华沙学派（Warszawska szkoła historii idei）是一群活跃于1950年代末和1960年代的波兰思想史学家，由布罗尼斯瓦夫·巴齐科（Bronisław Baczko）和莱谢克·科拉科夫斯基领导，还包括安杰伊·瓦利基（Andrzej Walicki）、杰日·萨基（Jerzy Szacki）、克日什托夫·波米安（Krzysztof Pomian）等学者。

## 方法论
华沙学派成员使用的方法多种多样，有些人认为它更像是知识分子的社会团体，而不是思想流派。然而，在小组成员的作品中可以找到某些共同的特征。学欧派认为研究人员应该置身于研究对象之外，重视科学的客观性、多元化和政治独立性。他们的方法论借鉴了马克思主义、诠释学、德国知识社会学、存在主义、斯特劳斯的结构主义元素:40–43 ，旨在描述历史现象，而不对其真假作出陈述。他们认为意识形态（包括有争议的马克思主义）是他们时代历史条件的产物，这与历史唯物主义的观念形成鲜明对比，即心理结构仅仅是社会阶级的衍生物。他们还对个人、宗教和群体意识形态感兴趣，并强调历史是个人的产物。